# David Zeiger
David Zeiger (Kovel, 21 de fevereiro de 1918 — São Paulo, 10 de maio de 1981) industrial brasileiro na área de vestuário e moda.
A familia de David Zeiger imigrou da Ucrânia (na época, Polônia) para o Brasil no início da década de 1920.  David, com seus irmãos e mãe reuniram-se com o seu pai Shaja Zeiger, que havia deixado a Polônia um ano antes.  Shaja (Salomão) Zeiger era alfaiate, e em poucos anos fundou a Goomtex, uma fábrica de capas de chuva e abrigos.  Desde jovem, David Zeiger trabalhou com o pai, passando brevemente a gerar negócio.  Depois de casado, David Zeiger se empenhou em administrar a Pullsport -- fabrica de moda feminina --  junto com sua esposa Mila.
David Zeiger também dedicou sua energia às areas de cultura, filantropia, e publicidade.

## Origem e Educação

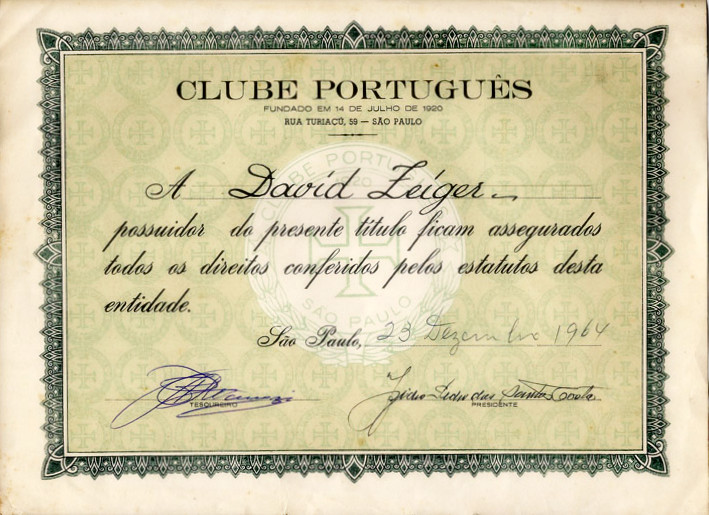

Apesar de criado e educado dentro de uma comunidade de imigrantes judeus no Bom Retiro, o David adolescente já mostrava um bom domínio da língua portuguesa e uma curiosidade pela cultura brasileira que o levou a procurar amizades fora do pequeno núcleo de europeus onde vivia.
Tornou-se sócio do clube Espéria, e do clube de regatas Tietê no qual participou como remador em competições. Asociou-se ao clube Portugália, que publicava um jornal com textos de autoria dos vários sócios. Seus textos de reportagem e ficção passaram a ser publicados sob a orientação do poeta Mario Gallo. David Zeiger finalizou a sua educação na Escola Técnica de Contabilidade.

## Atividades Comunitárias

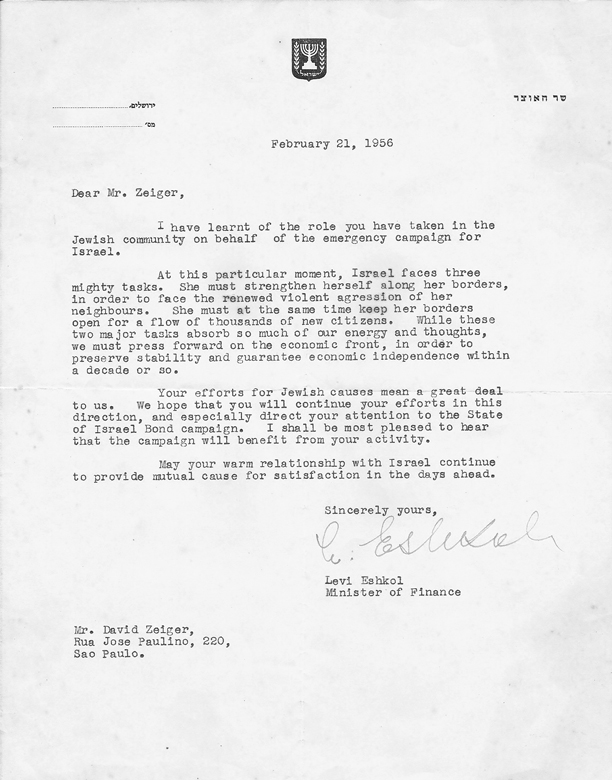

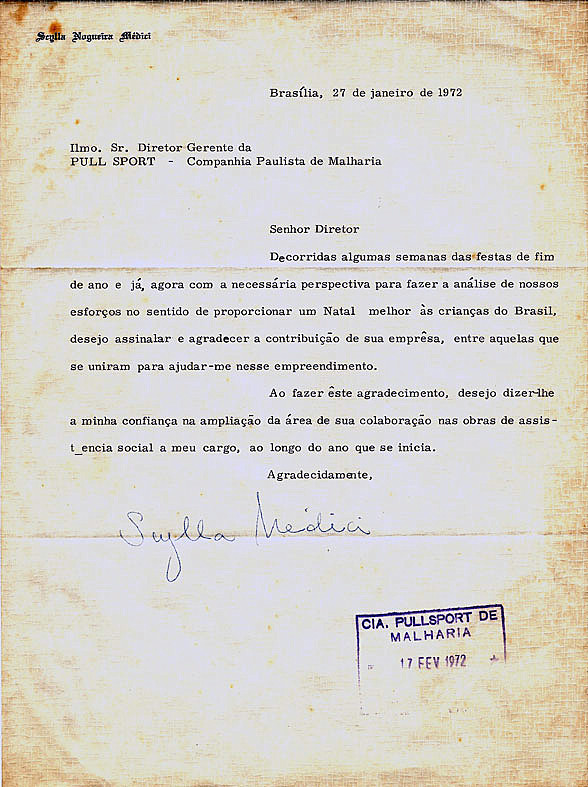

Depois da Segunda Guerra Mundial, David Zeiger iniciou suas atividades filantrópicas.  Ajudou a arrecadar fundos e contribuiu com seus próprios recursos para o recentemente criado estado de Israel.
A maioria de seus esforços por causas sociais, porém,  se concentrou no Brasil.  Auxiliou Carmem Prudente no estabelecimento do Hospital do Câncer, e nas campanhas beneficentes que se seguiram.  Foi doador inicial do Hospital Israelita Albert Einstein.  Deu acesso médico aos seus funcionarios através da clínica SERMA (http://www.sermasaude.org/rede-credenciada-da-serma.html)

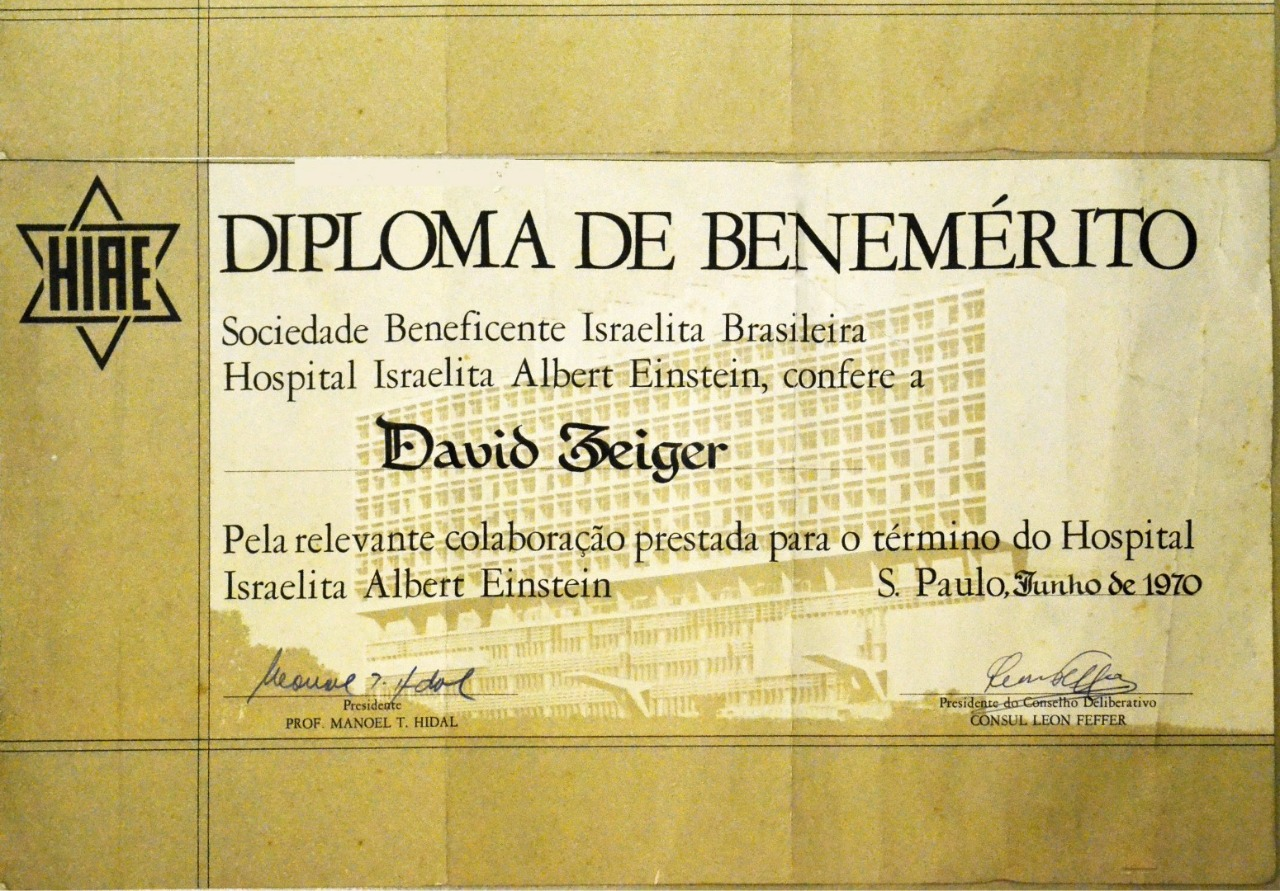

## Apoio ao Desenvolvimento do Brasil

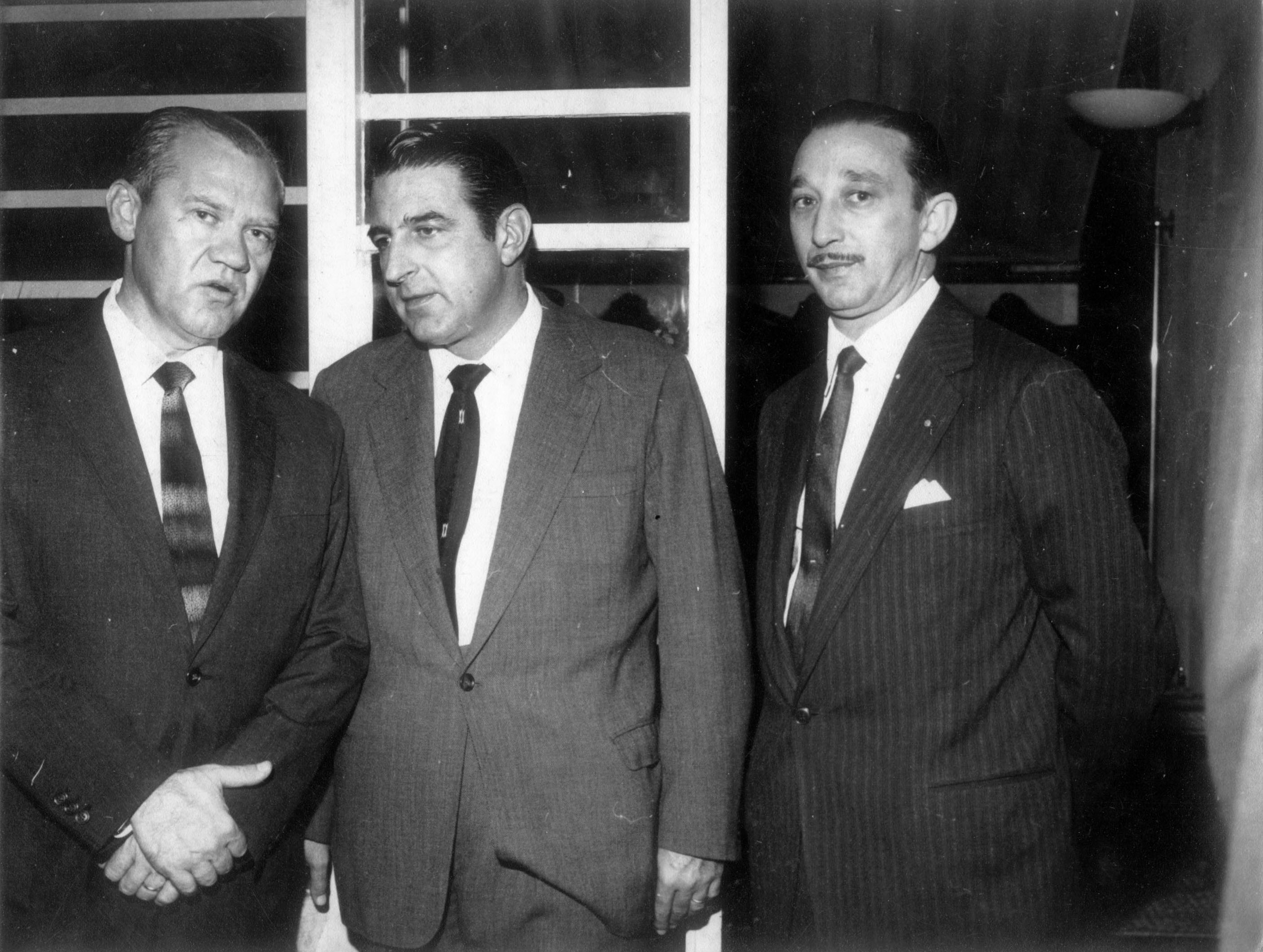

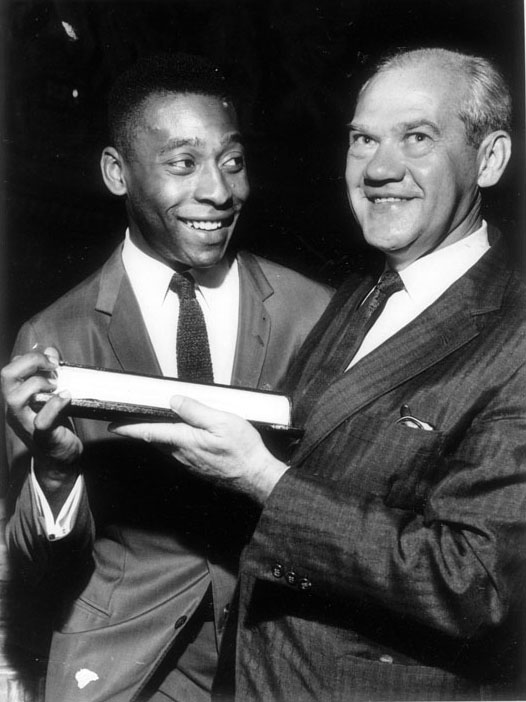

David Zeiger acreditava num Brasil baseado no modelo de economia de mercado dos Estados Unidos, com uma vasta classe média, acesso geral a educação e serviços médicos.  Durante o governo Juscelino Kubitschek (1956 a 1961), ele encontrou um clima favorável para esse ponto de vista, que ajudaria o Brasil a sair do estado de uma economia agrária para se tornar um gigante industrial. 
Nessa época David conheceu o deputado Antônio Sílvio Cunha Bueno, com o qual desenvolveu uma longa amizade, e através do qual começou a participar mais ativamente da vida política do país.  David Zeiger promoveu Cunha Bueno dentro da comunidade judaica.  A amizade com a familia Cunha Bueno resultou em duas homenagens:  A escola publica David Zeiger, e a Rua David Zeiger, ambas em São Paulo.

## Carreira

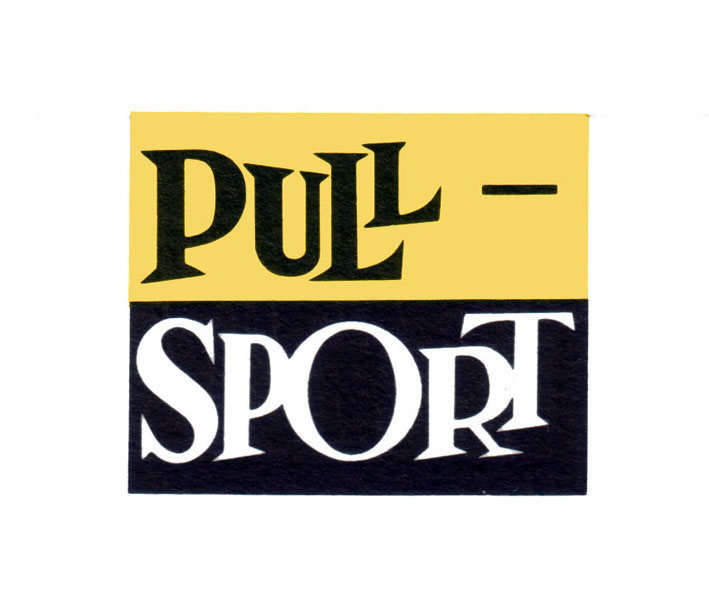

Durante os anos do Milagre Econômico, nas décadas de 1960 e 1970, os negócios de David Zeiger cresceram com velocidade.  Sua fabrica (Cia Pullsport de Malharia) passou a ocupar dois prédios de sete andares com 500 funcionários.
Em 1967, a revista norte-americana Time publicou uma reportagem de capa, com a foto do presidente Costa e Silva. A matéria focalizava no progresso da economia brasileira, e citava exemplos de líderes em vários campos de atividade. Nela, David Zeiger foi apresentado como exemplo de industrial.
David Zeiger tinha um comportamento modesto e comunicativo, que se manifestava igualmente tanto com os funcionários de sua empresa, quanto com personalidades importantes.

## Outros Interesses

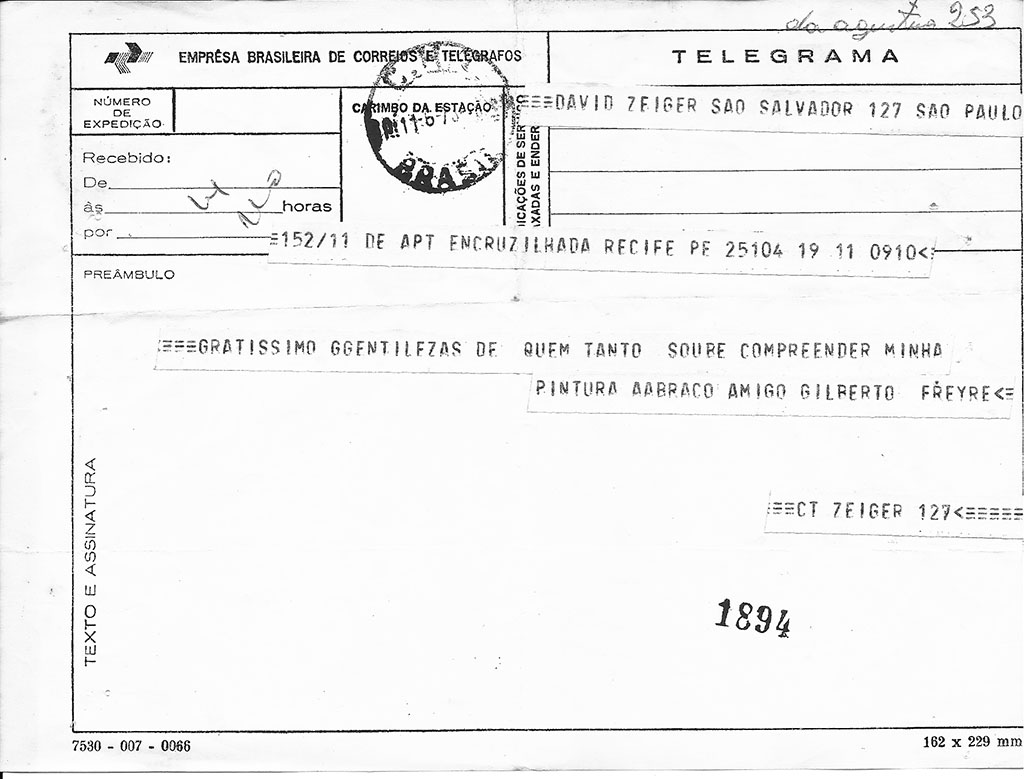

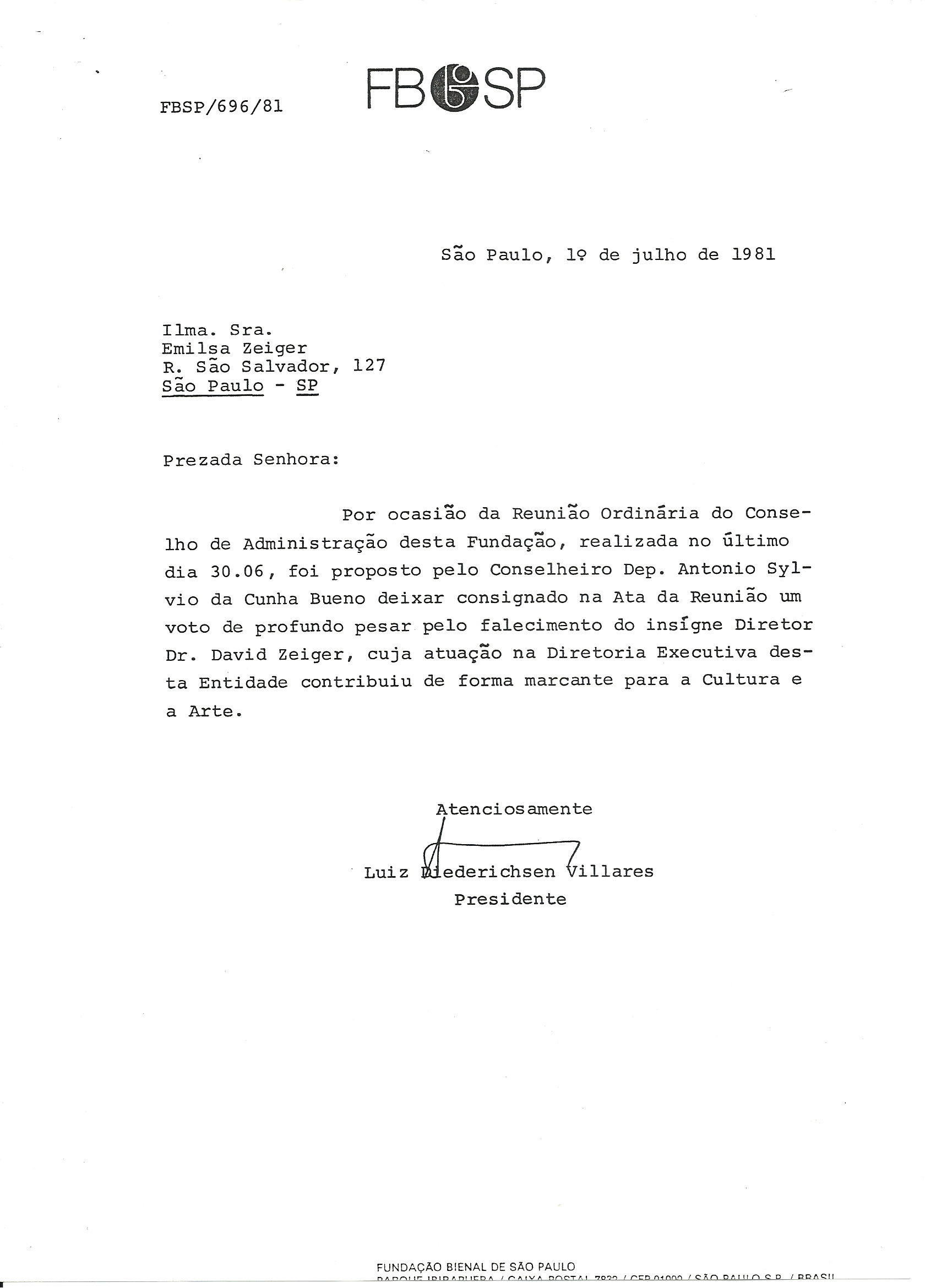

David Zeiger participou desde o principio das feiras de industria textil estabelecidas por Caio de Alcântara Machado (FENIT), dos painéis da Bienal Internacional de Arte de São Paulo e de um projeto que visava integrar um centro cultural com teatros e salas de concerto no parque Ibirapuera.  
Era também colecionador de arte. A seu ver, a cidade de São Paulo tinha o potencial de se tornar a metrópole mais importante da América Latina.